# 421년

## 연호
- 유송(劉宋) 영초(永初) 2년
- 북위(北魏) 태상(泰常) 6년
- 서진(西秦) 건홍(建弘) 2년
- 북량(北凉) 현시(玄始) 10년
- 서량(西凉) 영건(永建) 2년
- 북연(北燕) 태평(太平) 13년
- 하(夏) 진흥(眞興) 3년

## 기년
- 유송(劉宋) 무제(武帝) 2년
- 북위(北魏) 명원제(明元帝) 13년
- 신라(新羅) 눌지 마립간(訥祗麻立干) 5년
- 고구려(高句麗) 장수왕(長壽王) 9년
- 백제(百濟) 구이신왕(久爾辛王) 2년

## 사건
- 2월 8일 - 콘스탄티우스 3세가 호노리우스와 함께 서로마 제국의 공동황제가 되다.

## 사망
- 음력 4월 12일 - 가락국의 제6대 국왕 좌지왕.
- 9월 2일 - 서로마 제국의 황제 콘스탄티우스 3세(Flavius Constantius III)
- 동진의 마지막 황제 공제 사마덕문